# Nayarit (Baja California)
Nayarit o Ejido Nayarit es una localidad de la delegación Estación Delta, en el municipio de Mexicali, Baja California en México. Tenía una población de 1486 habitantes en el año 2010 y se encuentra enclavada en la zona del Valle de Mexicali. Es la cuarta localidad más importante en su delegación, por el número de habitantes.

## Toponimia
El nombre del ejido Nayarit, fue designado en homenaje al estado de Nayarit. En los productos cartográficos y estadísticos del INEGI es denominado: Nayarit Llamada. Existía a finales de la década de los veinte e inicios de los treinta, en las inmediaciones de esta localidad, un rancho llamado: Yamada.

## Geografía
Se encuentra aproximadamente en el centro-oeste de la zona del Valle de Mexicali en las coordenadas 115° 14′ 50″ longitud oeste y 32°18'48" latitud norte, en promedio el poblado tiene altitud de 13 m s. n. m.  Está conectada con el resto del municipio principalmente por las carreteras estatales n.º 10 y 101, la primera conecta al este con la carretera estatal n.º 1, la cual va de Estación Delta a Venustiano Carranza.  La carretera 101, entronca casi al centro de este poblado con la carretera estatal n.º 1 y lleva hacia el sur al  poblado Sonora.
A campo traviesa, el Sonora se encuentra a poco menos de un kilómetro y medio al sureste del poblado del ejido Nayarit, sin embargo, siguiendo la carretera  101 el recorrido es de alrededor de 3.7 km. El ejido Durango dista alrededor de 9.2 km siguiendo hacia el sur la carretera 101 y posteriormente la 42. La cabecera delegacional, el poblado Venustiano Carranza, se encuentra aproximadamente  17.7 km tomando la ruta de las carreteras 101, 42 y 4; y a 14.2 km tomando la 101 y luego la 1.  La ciudad de Mexicali, cabecera municipal, se encuentra a casi 35 kilómetros tomando la ruta hacia el este de las carreteras 10 y la 5 federal.